# Stratolaunch Systems
A Stratolaunch Systems é uma empresa de transporte espacial que está desenvolvendo um novo sistema de lançamento aéreo para colocar cargas em órbita, com sua sede localizada em Huntsville, Alabama. Foi fundada em 2011 pelo cofundador da Microsoft Paul Allen e pelo fundador da Scaled Composites, Burt Rutan, que já havia colaborado na criação da SpaceShipOne.
Em maio de 2017 apresentou o Scaled Composites Stratolaunch, o maior avião do mundo, com seis motores, dois cockpits, e envergadura das asas de cerca de 117 metros, que vai servir para lançar foguetes grandes para o espaço, a partir da estratosfera.